# قرية المعطن (جبلة)

تعديل مصدري - تعديل

قرية المعطن هي إحدى قرى عزلة جبلة بمديرية جبلة التابعة لمحافظة إب، بلغ تعداد سكانها 113 نسمة حسب تعداد اليمن لعام 2004.